# Tasmanoonops mainae
Espèce
Tasmanoonops mainae est une espèce d'araignées aranéomorphes de la famille des Orsolobidae.

## Distribution
Cette espèce est endémique d'Australie-Occidentale. Elle se rencontre vers Torbay Head et Cape Howe.

## Description
La femelle holotype mesure 4,41 mm.

## Étymologie
Cette espèce est nommée en l'honneur de Barbara York Main.

## Publication originale
- Forster & Platnick, 1985 : A review of the austral spider family Orsolobidae (Arachnida, Araneae), with notes on the superfamily Dysderoidea. Bulletin of the American Museum of Natural History, no 181, p. 1-229 (texte intégral).